# アマラ・トラオレ
アマラ・トラオレ（フランス語: Amara Traoré、1965年9月25日 - ）はセネガルの元プロサッカー選手、サッカー指導者。セネガル代表監督を経て、現在はオロヤAC監督。

## 選手経歴

### クラブ
1988年にフランスに渡りSCバスティアに加入、初年度にクラブトップとなる12ゴールを挙げる。ル・マンFCを経てFCグーニョンに加入、1994-95シーズンにはリーグ・ドゥで23ゴールを挙げ（リーグ得点王は31ゴールのトニー・カスカリーノ）、クラブ初のリーグ・アン昇格に貢献した。
その後、FCメス、LBシャトールー、アル・ワフダを経て1999年に再びグーニョンに戻り、1999-2000シーズンには17ゴールを挙げてリーグ・ドゥの得点王に輝く。また、2000年にはクープ・ドゥ・ラ・リーグ決勝でパリ・サンジェルマンを下して優勝を果たすなどチームに貢献した。
2003年に現役引退するまでの間、アル・ワフダでの半年間を除いてすべてフランスでプレーした。

### 代表
20代の頃からセネガル代表に招集されており、初出場となった2002 FIFAワールドカップには36歳で代表としてプレーした。

## 指導者経歴
2009年12月にセネガル代表監督に就任、2012年2月まで2年以上に渡って代表チームを指揮した。 2013年3月、ギニアのASカローム・スターの監督に就任したが程なくして退任、オロヤACの監督に就任している。

## 代表歴

### 出場大会
- セネガル代表
  - 2002 FIFAワールドカップ

### 試合数
- 国際Aマッチ 17試合 2得点（1987年-2002年）[5]

| セネガル代表 | 国際Aマッチ | 国際Aマッチ |
| 年           | 出場        | 得点        |
| ------------ | ----------- | ----------- |
| 1987         | 2           | 0           |
| 1988         | 0           | 0           |
| 1989         | 0           | 0           |
| 1990         | 0           | 0           |
| 1991         | 0           | 0           |
| 1992         | 0           | 0           |
| 1993         | 0           | 0           |
| 1994         | 2           | 0           |
| 1995         | 3           | 2           |
| 1996         | 2           | 0           |
| 1997         | 1           | 0           |
| 1998         | 0           | 0           |
| 1999         | 0           | 0           |
| 2000         | 0           | 0           |
| 2001         | 5           | 0           |
| 2002         | 2           | 0           |
| 通算         | 17          | 2           |